# Letizia Cicconcelli
Letizia Cicconcelli est une gymnaste rythmique italienne, née le 7 octobre 1999 à Fabriano.

## Palmarès

### Championnats du monde
- Sofia 2018
  -  médaille d'or en groupe 3 ballons + 2 cordes
  -  médaille d'argent au concours général en groupe
  -  médaille de bronze en groupe 5 cerceaux

- Bakou 2019
  -  médaille de bronze en groupe 3 ballons + 4 massues

### Championnats d'Europe
- Guadalajara 2018
  -  médaille d'or en groupe 5 cerceaux
  -  médaille d'argent au concours général en groupe
  -  médaille d'argent en groupe 3 ballons + 2 cordes